# Aerovias Minas Gerais
Aerovias S/A Minas Gerais foi uma companhia aérea brasileira que servia cidades de Minas Gerais. Foi fundada em 7 de fevereiro de 1944, iniciou voos em 1945. A companhia aérea encerrou suas atividades no dia 23 Novembro de 1949, quando decretou falência.

## Frota
| Aeronave              | Total | Anos em operação | Notas |
| --------------------- | ----- | ---------------- | ----- |
| Stinson SM-8A         | 1     | 1944–1946        |       |
| Stinson SR-8B Reliant | 2     | 1944–1945        |       |
| Fiat G.2              | 1     | 1945–1946        |       |
| Douglas DC-2/C-39     | 4     | 1946–1949        |       |